# Praia de Ofir

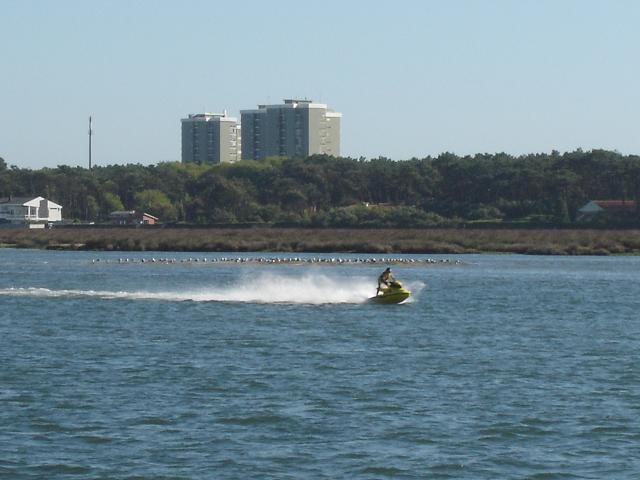
Praia de Ofir

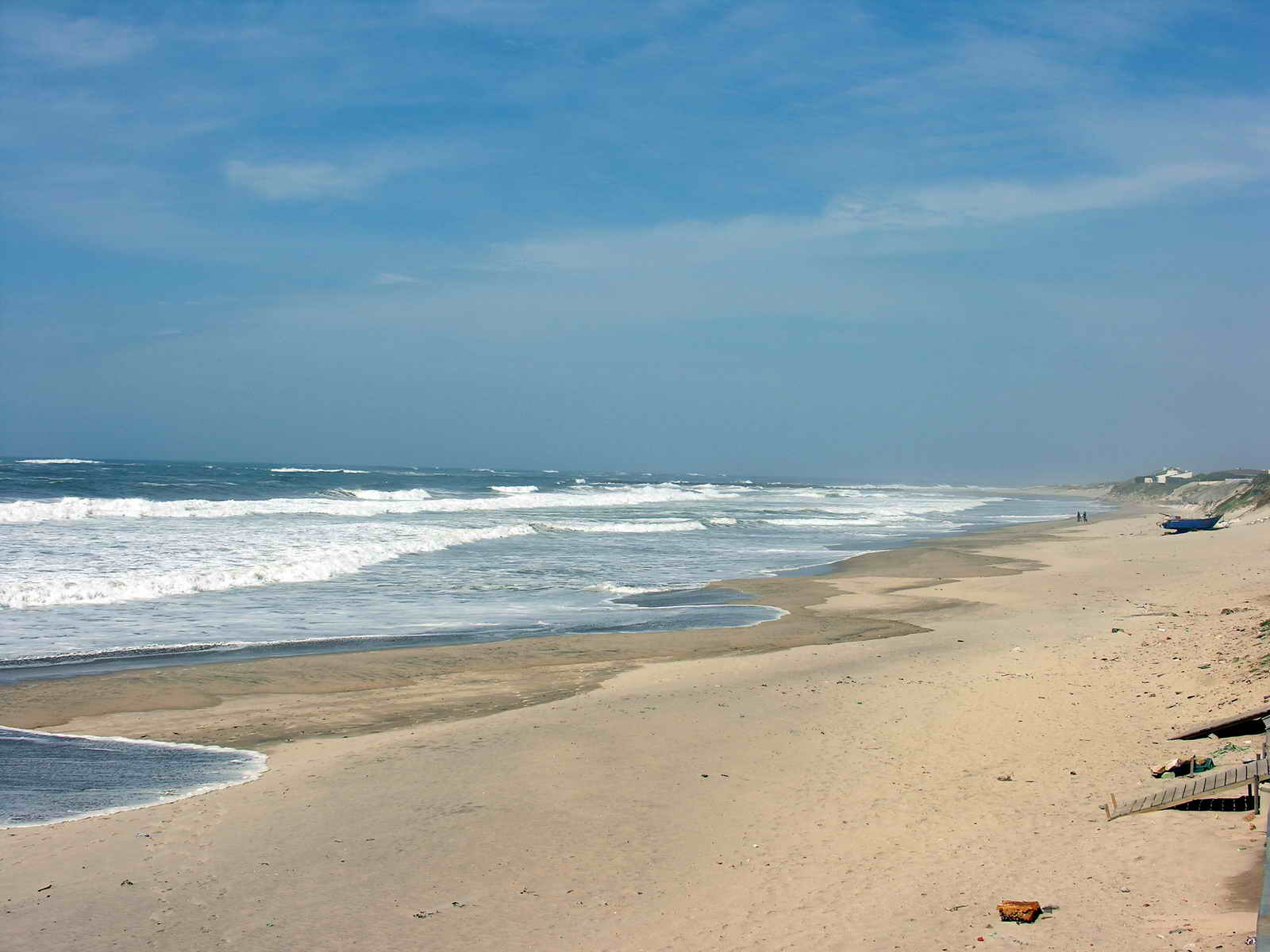
Praia de Ofir

Die Praia de Ofir ist ein Sandstrand an der Atlantikküste in der portugiesischen Freguesia Fão (Nordportugal).
Der Strand liegt südlich der Mündung des Cávado im Landschaftsschutzgebiet Litoral de Esposende. Er ist umgeben von Dünen und Pinienwäldern. Eine natürliche Besonderheit sind Felsen, die bei Ebbe aus dem Meer auftauchen und wegen ihrer Form im Volksmund als Cavalos de Fão (Pferde von Fão) bezeichnet werden.
Aufgrund ihrer geografischen Situation als Halbinsel mit offener Atlantikküste auf der einen Seite des Landstreifens und der Lagune von Esposende an der inneren Küste, ist Ofir bei Surfern und Kitesurfern beliebt. Surfen kann man am besten an der Mole direkt vor den drei Hochhäusern, kitesurfen am nordöstlichen Zipfel der Landzunge im Mündungsdelta des Rio Cavado am Übergang zur Lagune von Esposende. 
Der Name des Strandes leitet sich von dem sagenhaften Goldland Ophir, das im Alten Testament der Bibel an mehreren Stellen erwähnt wird. König Salomon soll von dort sein Gold geholt haben.